# 金马碧鸡坊

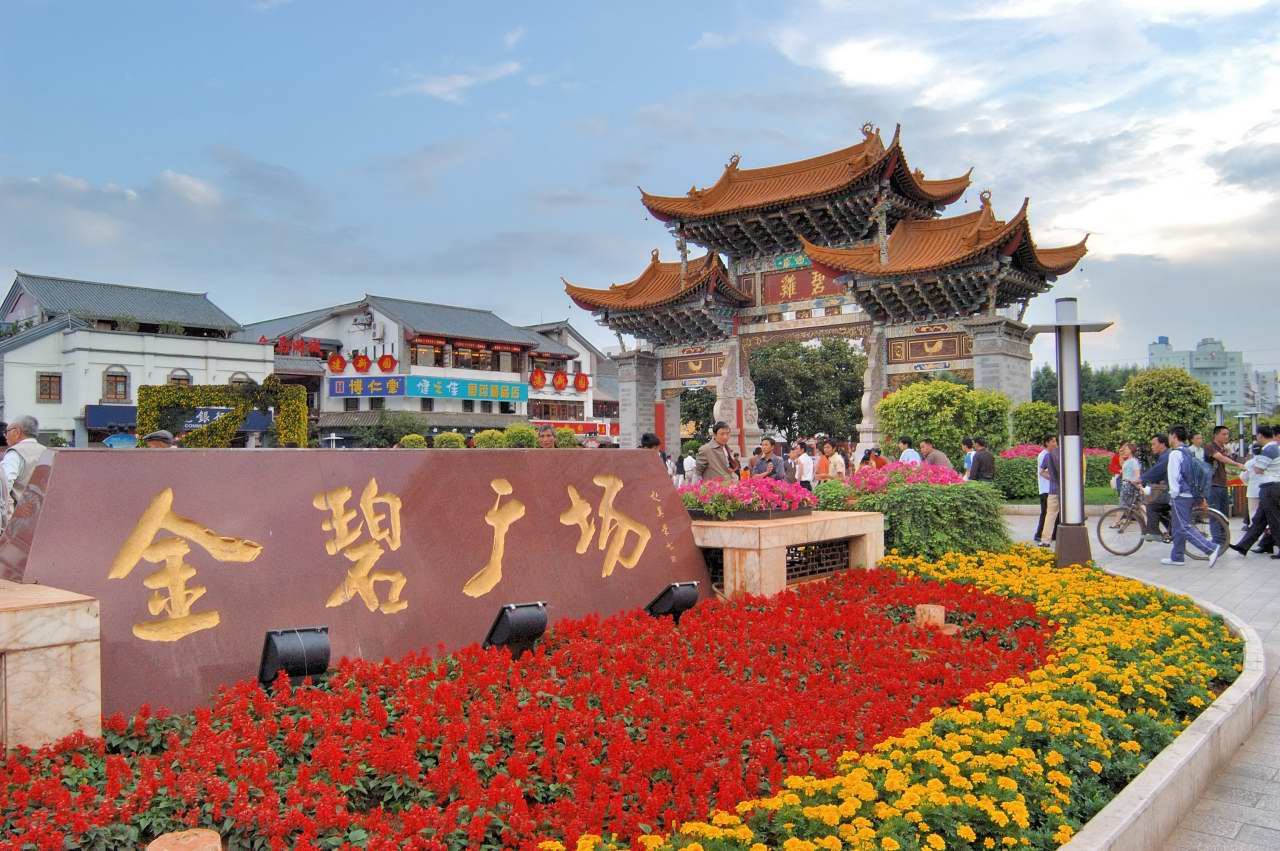
金碧广场和金马碧鸡坊

金马碧鸡坊是中国云南省会昆明市的两座牌坊，位于该市闹市中心金碧路与三市街（传统的南北中轴线）南端交汇处，东坊称为金马坊，西坊称为碧鸡坊，高12米，宽18米，二坊相隔数十米。
历史上，金马碧鸡坊曾经数毁数建。牌坊初建于明代宣德年间，清咸丰七年（1857年）云南回变期间牌坊被毁。清光绪十年（1884年）云贵总督岑毓英主持重建。文革中金马碧鸡坊被拆除。1998年-1999年在扩宽金碧路时，重建金马碧鸡坊。金马碧鸡坊的北侧还有纪念赛典赤的“忠爱坊”，合称“品字三坊”。南侧不远处则有建于南诏的东西寺塔。

金马碧鸡坊的设计有其独特之处，在某些时候会出现“金碧交辉”的景象。

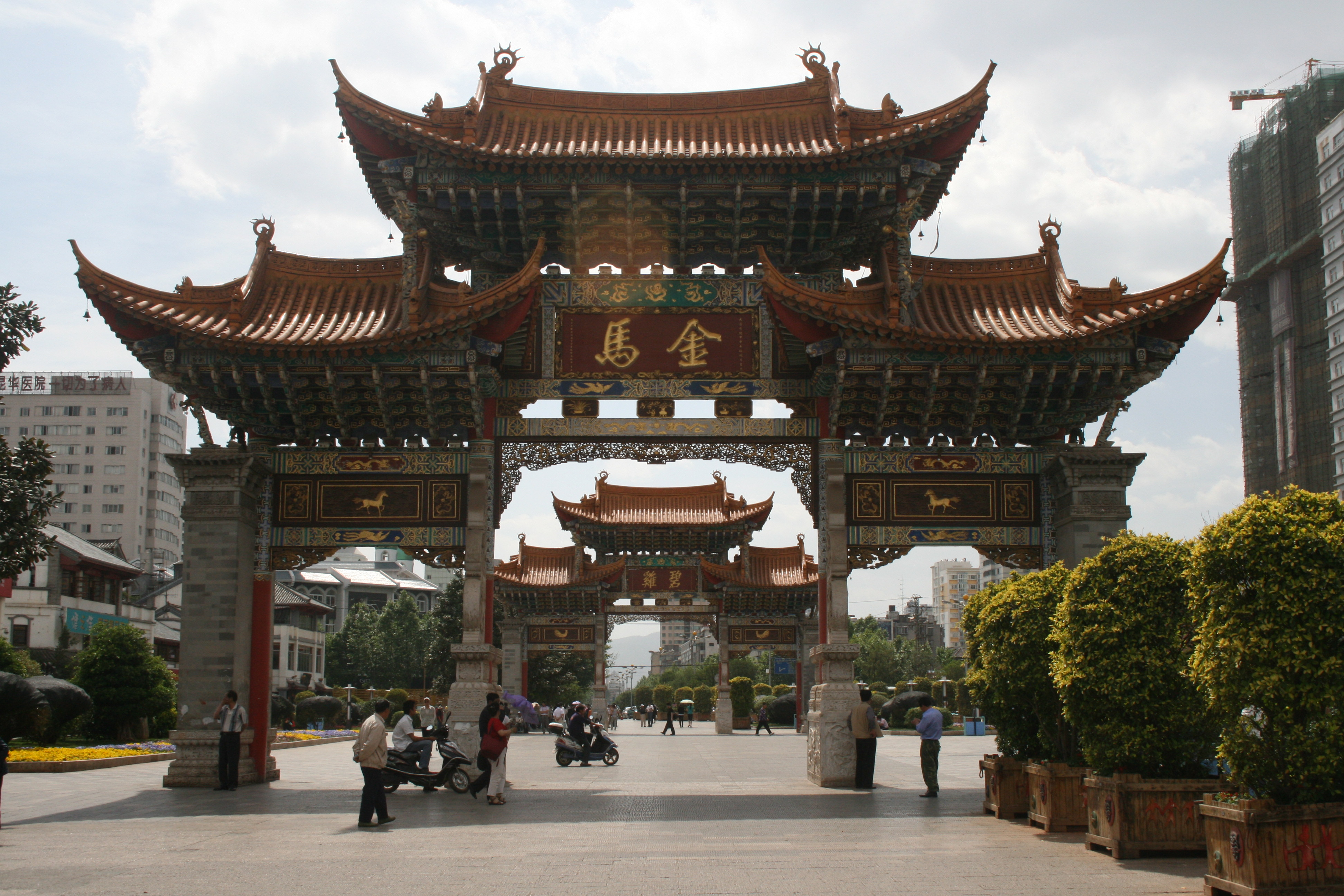
金马坊
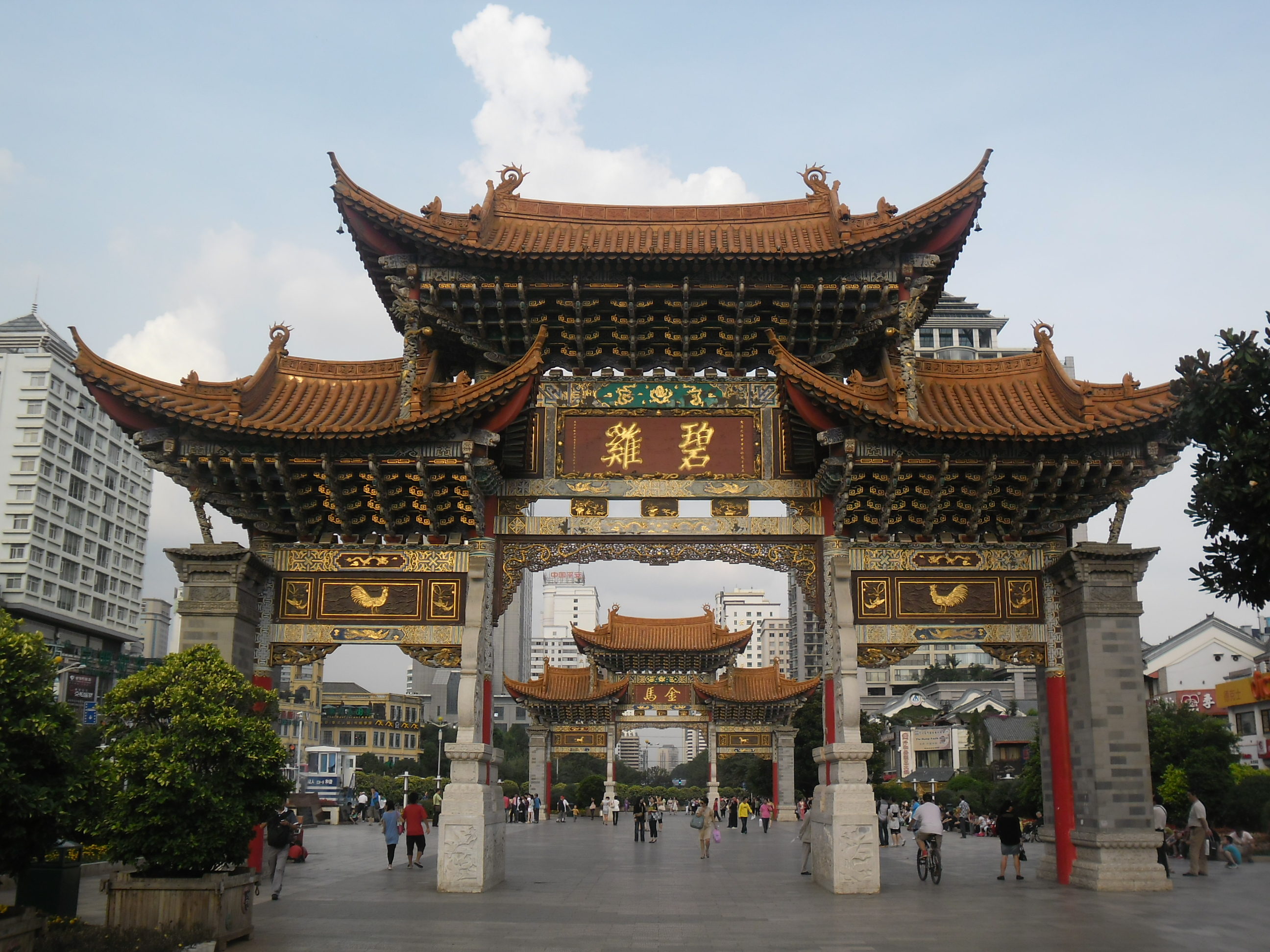
碧鸡坊
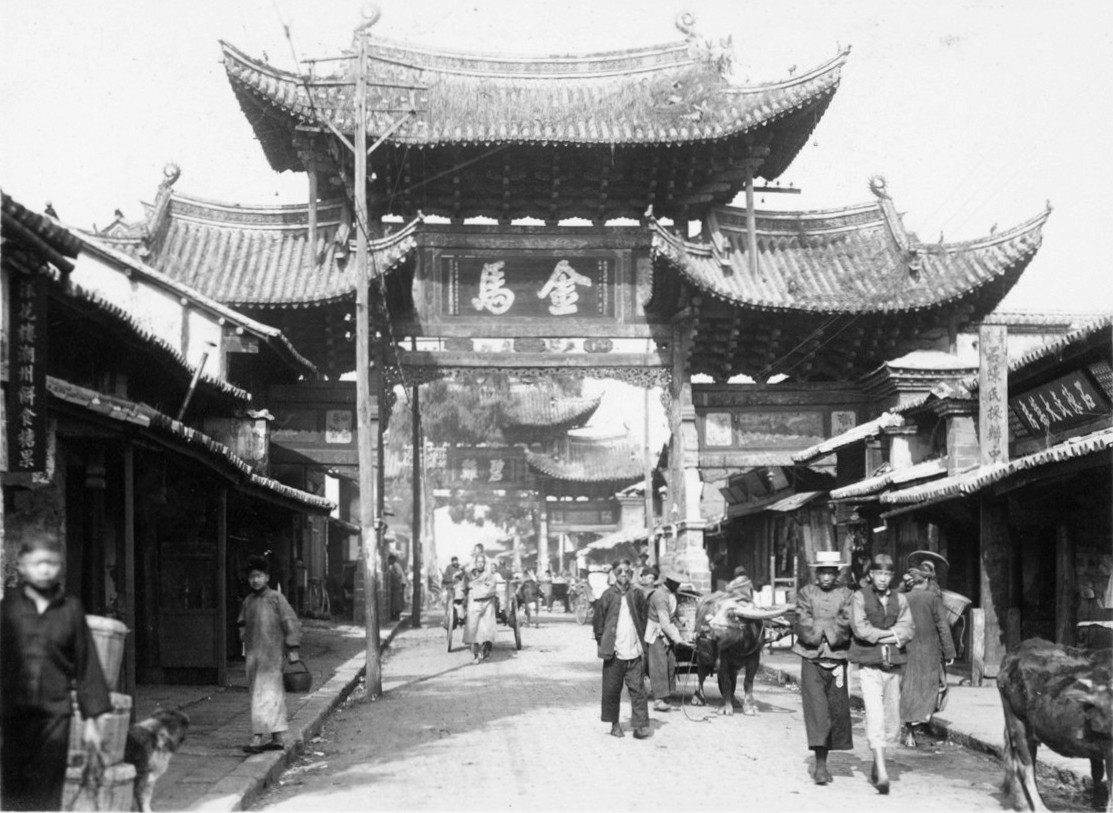
约1927年的金马坊